# Суринам на Олимпијским играма
Суринам је први пут учествовала на Летњим олимпијским играма 1960. у Риму и од тада је стални учесник Летњих игара, са паузом на Играма 1964. у Токију и 1980. у Москви, када су учествовали у америчком бојкоту олимпијских игара у Совјетском Савезу. Спортисти Суринама никада нису учествовали на Зимским олимпијским играма.
Национални олимпијски комитет за Суринама је основан је 1959, а у чланство Међународног олимпијског комитета (МОК) је примљена исте године.

## Медаље

### Освојене медаље на ЛОИ
| Учешће и освојене медаље Суринама на ЛОИ |

| ЛОИ                  | Носилац заставе            | Учешће                     | Муш.                       | Жене                       | сопрт.                     | Злато                      | Сребро                     | Бронза                     | Укупно                     | Ранг                       |
| -------------------- | -------------------------- | -------------------------- | -------------------------- | -------------------------- | -------------------------- | -------------------------- | -------------------------- | -------------------------- | -------------------------- | -------------------------- |
| 1960. Рим            |                            |                            |                            |                            |                            | 0                          | 0                          | 0                          | 0                          | -                          |
| 1964. Токио          | Суринам није учествовао    | Суринам није учествовао    | Суринам није учествовао    | Суринам није учествовао    | Суринам није учествовао    | Суринам није учествовао    | Суринам није учествовао    | Суринам није учествовао    | Суринам није учествовао    | Суринам није учествовао    |
| 1968. Мексико сити   |                            | 1                          | 1                          | 0                          | 1                          | 0                          | 0                          | 0                          | 0                          | -                          |
| 1972. Минхен         |                            | 2                          | 2                          | 0                          | 2                          | 0                          | 0                          | 0                          | 0                          | -                          |
| 1976. Монтреал       |                            | 3                          | 3                          | 0                          | 2                          | 0                          | 0                          | 0                          | 0                          | -                          |
| 1980. Москва         | Суринам је бојкотовао игре | Суринам је бојкотовао игре | Суринам је бојкотовао игре | Суринам је бојкотовао игре | Суринам је бојкотовао игре | Суринам је бојкотовао игре | Суринам је бојкотовао игре | Суринам је бојкотовао игре | Суринам је бојкотовао игре | Суринам је бојкотовао игре |
| 1984. Лос Анђелес    | Siegfried Cruden           | 5                          | 5                          | 0                          | 3                          | 0                          | 0                          | 0                          | 0                          | —                          |
| 1988. Сеул           |                            | 6                          | 4                          | 2                          | 4                          | 1                          | 0                          | 0                          | 1                          | 29                         |
| 1992. Барселона      |                            | 6                          | 5                          | 1                          | 3                          | 0                          | 0                          | 1                          | 1                          | 54                         |
| 1996. Атланта        | Enrico Linscheer           | 7                          | 5                          | 2                          | 3                          | 0                          | 0                          | 0                          | 0                          | —                          |
| 2000. Сиднеј         | Летитија Врисде            | 4                          | 2                          | 2                          | 2                          | 0                          | 0                          | 0                          | 0                          | —                          |
| 2004. Атина          | Летитија Врисде            | 4                          | 2                          | 2                          | 2                          | 0                          | 0                          | 0                          | 0                          | —                          |
| 2008. Пекинг         | Ентони Нести               | 4                          | 2                          | 2                          | 2                          | 0                          | 0                          | 0                          | 0                          | —                          |
| 2012. Лондон         | Chinyere Pigot             | 5                          | 3                          | 2                          | 3                          | 0                          | 0                          | 0                          | 0                          | —                          |
| 2016. Рио де Жанеиро | Сорен Опти                 | 6                          | 4                          | 2                          | 4                          | 0                          | 0                          | 0                          | 0                          | —                          |

### Медаље по спортовима на ЛОИ
| Злато      | Сребро | Бронза | Укупно |   |
| Пливање    | 1      | 0      | 1      | 2 |
| Укупно (1) | 1      | 0      | 1      | 2 |

### Освајачи медаља на ЛОИ
| Медаља | Име(на)      | Игре            | Спорт   | Дициплина           |
| ------ | ------------ | --------------- | ------- | ------------------- |
| Злато  | Ентони Нести | 1988. Сеул      | Пливање | 100 метара делфин М |
| Бронза | Ентони Нести | 1992. Барселона | Пливање | 100 метара делфин М |

## Занимљивости
- Најмлађи учесник: Олга Васиљева, 14 година и 114 дана Пекинг 2008. пливање
- Најстарији учесник: Летитија Врисде, 39 година и 320 дана Атина 2004. атлетика
- Највише медаља: 2 Ентони Нести (1 З + 1 Б)
- Прва медаља: Ентони Нести (1988.)
- Прво злато: Ентони Нести (1988.)
- Најбољи пласман на ЛОИ: 29 (1988.)
- Најбољи пласман на ЗОИ: —